# Мара Стефанова
Мара Стефанова Матеева или Мара Стефанова Герджикова е българска химичка, старши научен сътрудник в Българска академия на науките.

## Биография
Родена е на 25 октомври 1891 г. в Котел. Учи индустриална химия в Берлин, а през 1918 г. завършва Софийския университет. През 1923 г. специализира колоидна и физиологична химия в Германия. В периода 1920 – 1936 г. работи в Централен земеделски научноизследователски институт. От 1953 г. е старши научен сътрудник, а в периода 1953 – 1956 г. ръководи секцията по биохимия в института по растениевъдство при БАН. Почива на 1 септември 1959 г.

## Научни трудове
Мара Стефанова работи в областта на биохимията на българските земеделски култури. По-значими нейни трудове са:
- Розовото масло и розовата култура у нас (1925)
- „Изследвания върху химическия състав на нашите тютюни“ (1931)
- „Изследвания на някои нови у нас етерични масла“ (1936)
- „Сравнителни изследвания на някои едногодишни бобови фуражни растения“ (1958, в съавторство с Д. Циков и Х. Дучевска)